# Georg Motz
Georg Motz (* 24. Dezember 1653 in Augsburg; † 25. September 1733 in Tilsit (Ostpreußen)) war ein deutscher Organist, Kantor und Kirchenmusiker.

## Leben und Werk
Georg Motz wirkte als Musikus beim Fürsten zu Eggenberg bei Graz. Nach einer Italienreise 1680 wurde er Organist in Krumau. Seit 1682 wirkte er als Kantor und Musikdirektor an der königlichen Provinzialschule in Tilsit.
Georg Motz schrieb gegen den pietistischen Theologen Christian Gerber die beiden Verteidigungsschriften Die verteidigte Kirchenmusik (1703) und Abgenöthigte Fortsetzung … (1708) für die neue Kirchenkantate. Ein handschriftlicher Musiktraktat, den Mattheson beschreibt, sowie Kompositionen von Georg Motz gelten als verloren.